# Eupatula bubo
Eupatula bubo là một loài bướm đêm trong họ Noctuidae.